# Règle de la situation à réformer
La règle de la situation à réformer (anglais : mischief rule) est l'une des trois règles d'interprétation des lois traditionnellement appliquées par les tribunaux anglais et canadiens, les deux autres étant la règle du sens ordinaire et la golden rule. La règle est utilisée pour déterminer l'étendue exacte du mal à corriger que la loi en question vise à remédier et pour aider le tribunal à statuer d'une manière qui supprimera les maux et promeuve la solution au problème.
La règle tient compte non seulement du libellé exact de la loi, mais aussi de l'intention du législateur en la promulguant. En appliquant la règle, le tribunal demande essentiellement si le Parlement, en adoptant la loi, avait l'intention de rectifier un mal social particulier même s'il n'était pas couvert par une lecture littérale du libellé de la loi. Par exemple, si une loi interdit un comportement spécifique « dans la rue », les législateurs pourraient (ou non) avoir voulu le même comportement sur un balcon du premier étage donnant sur la chaussée.

## Histoire
La règle a été établie pour la première fois dans l'arrêt Heydon,  une décision de la Cour de l'Échiquier rendue au XVIe siècle,, où le tribunal a estimé que quatre points devaient être pris en considération :

« Pour l'interprétation sûre et fidèle de toutes les lois en général (qu'elles soient pénales ou bénéfiques, restrictives ou élargissantes de la common law), quatre choses sont à discerner et à considérer :
1er. Quelle était la common law avant l'adoption de la Loi.
2e. Quel était le méfait et le défaut que la common law ne prévoyait pas.
3e. Quel remède le Parlement a résolu et nommé pour guérir la maladie sociale. 
Et, 4ème. La vraie raison du remède ;
Et puis la fonction de tous les juges est de faire une telle interprétation qui supprimera le mal, et fera avancer le remède, et de supprimer les inventions subtiles et les évasions pour la continuation du mal, et pro privato commodo, et d'ajouter de la force et la vie à la cure et au remède, selon la véritable intention des auteurs de la loi, pro bono publico. »

La règle de la situation à réformer a d'abord été utilisée dans un environnement législatif très différent de celui qui a prévalu au cours des deux derniers siècles. Comme l'observe Elmer Driedger, les juges de common law du XVIe siècle considéraient les lois comme une glose sur la common law, voire comme une intrusion dans leur domaine. Ainsi, les lois étaient considérées du point de vue de leur effet sur la common law, comme l'y ajoutant, la soustrayant ou la rafistolant. Et à l'époque de l'arrêt Heydon, le juge accordait plus d'attention à l'esprit de la loi qu'à la lettre. Ayant découvert le mal à corriger, il commence à jouer avec le sens des mots de la loi statutaire. Il réinterprète et remodèle la loi, en retirant ou ajoutant des choses afin que la loi corresponde à la situation à réformer telle qu'il l'a comprise.

## Signification et utilisation
Dans Conway v Rimmer, il a été observé que les juges peuvent appliquer cette règle d'interprétation des lois afin de découvrir l'intention du Parlement. En appliquant la règle, le tribunal demande essentiellement quel était le méfait que la loi précédente ne couvrait pas, auquel le Parlement cherchait à remédier lorsqu'il a adopté la loi actuellement examinée par le tribunal.
La règle de la situation à réformer est d'application plus restreinte que la golden rule ou la règle du sens ordinaire, en ce sens qu'elle ne peut être utilisée que pour interpréter une loi et, à proprement parler, uniquement lorsque la loi a été adoptée pour remédier à un vice non corrigé par la common law.
La façon dont la règle de la situation à réformer peut produire des résultats plus raisonnables que ceux qui résulteraient si la règle littérale était appliquée est illustrée par la décision dans Smith v Hughes , c'était un délit pour les prostituées de « flâner ou solliciter dans la rue à des fins de prostitution ». Les accusés appelaient des hommes dans la rue depuis les balcons et tapaient sur les fenêtres. Ils ont affirmé qu'ils n'étaient pas coupables car ils n'étaient pas « dans la rue ». Le juge a appliqué la règle du méfait pour conclure qu'ils étaient coupables, car l'intention de l'acte était de couvrir le méfait de harcèlement de la part des prostituées.
Les tribunaux modernes appliquent la règle de manière plus modeste et ils ont généralement avec un plus grand souci de respect de l'intégrité des lois qu'ils interprètent. Driedger affirme ainsi : « À ce jour, l'affaire Heydon est fréquemment citée. Les tribunaux recherchent toujours le « méfait » et le « remède », mais ils utilisent maintenant ce qu'ils trouvent comme aide à l'interprétation pour découvrir le sens de ce que la législature a dit plutôt que d'en modifier le sens. Driedger poursuit en affirmant que cette utilisation moderne de la règle de la situation à réformer doit être comprise comme l'un des éléments de ce qu'il a qualifié de méthode « moderne » d'interprétation des lois, plutôt que comme une règle autonome servant (comme c'était le cas auparavant), comme alternative aux modes d'interprétation proposés par la règle du sens ordinaire et la règle d'or.